# Phrudocentra opaca
Phrudocentra opaca är en fjärilsart som beskrevs av Butler 1881. Phrudocentra opaca ingår i släktet Phrudocentra och familjen mätare. Inga underarter finns listade i Catalogue of Life.